# Cyligramma latona
Cyligramma latona is een vlinder uit de familie spinneruilen (Erebidae). De wetenschappelijke naam is voor het eerst geldig gepubliceerd in 1775 door Cramer.
De soort komt voor in tropisch Afrika.